# Colheita de energia
Colheita de energia (ou captura de energia), do inglês energy harvesting, é o processo pelo qual a energia é derivada de fontes externas (por exemplo, energia solar, térmica, eólica, cinética), capturada e armazenada para aparelhos pequenos, autônomos e sem fio através de transdutores.
A colheita de energia provê uma pequena quantidade de energia para eletrônicos de baixa-energia. Enquanto o combustível para a geração de energia em larga escala custa dinheiro (óleo, carvão, etc.), as fontes de energia de coletores de energia estão presentes no ambiente e são gratuitas. Por exemplo, os gradientes de temperatura existem na operação dos motores de combustão e em áreas urbanas, em que há grandes quantidades de energia eletromagnética no ambiente por causa das ondas de rádio e televisão.

## Operação

### Armazenamento
De modo geral, a energia pode ser armazenada em capacitores, super capacitores, ou baterias. Capacitores são usados quando a aplicação precisa prover grandes picos de energia. Baterias liberam menos energia e por isso são usadas quando o aparelho precisa prover um fluxo contínuo de energia.

## Motivação
A história da colheita de energia data dos moinhos de vento e rodas d'água. As pessoas tem buscado meios de armazenar a energia do calor e vibrações a décadas. Uma das motivações para a busca de novos aparelhos de coleta de energia é o desejo de abastecer redes de sensores e aparelhos móveis sem o uso de baterias. A colheita de energia é também motivada pelo desejo de lidar com a mudança climática e o aquecimento global.